# Scinax sugillatus
Scinax sugillatus är en groddjursart som först beskrevs av William Edward Duellman 1973.  Scinax sugillatus ingår i släktet Scinax och familjen lövgrodor. IUCN kategoriserar arten globalt som livskraftig. Inga underarter finns listade i Catalogue of Life.